# Azur
azur（アジュール）は株式会社ボイジャーの製作するテキスト閲覧ソフトウェア。ウェブサイト青空文庫の文章を縦書きで表示する。2007年3月現在、有料。試用版あり。